# Mathias Waske
Mathias Waske (* 27. März 1944 in Crailsheim; † 16. Januar 2017 in München) war ein deutscher Maler.

## Leben und Werk
Waske wuchs in Frankfurt am Main auf. Dort studierte er Malerei an der Staatlichen Hochschule für Bildende Künste. Ab 1968 lebte er als freischaffender Maler in Deisenhofen bei München und Südfrankreich.
Charakteristisch für sein Schaffen ist die ironisch-spielerische Verfremdung alter Meister. Bekannt ist etwa sein Betender Hase (2002), eine Zeichnung, bei der er den weltberühmten Hasen von Albrecht Dürer mit den vom selben Künstler gezeichneten Betenden Händen ausgestattet hat. Auf ähnliche Weise parodierte er mit exakter Maltechnik bekannte Gemälde wie Tischbeins Goethe-Porträt und da Vincis Mona Lisa. Sein geistreicher Umgang mit Zitaten der Kunstgeschichte weist ihn als humorvollen Vertreter der Postmoderne aus. Bevorzugte Techniken waren neben Zeichnungen vor allem Gouachen und Ölgemälde. Eine Reihe seiner Werke befinden sich im Besitz prominenter Persönlichkeiten, seine Kunst wird aber auch in mehreren Museen ausgestellt. 2005 wurden etwa 130 seiner Werke in der Ausstellung „Von Mona Lisa bis Madonna“ in Wien präsentiert.
Waske war verheiratet und starb im Januar 2017 an Blutkrebs.